# Эрисман, Фёдор Фёдорович
Фёдор Фёдорович Эрисма́н (нем. Friedrich Huldreich Erismann; 24 ноября 1842, Гонтеншвиль, кантон Аргау, Швейцария — 13 ноября 1915, Цюрих) — российско-швейцарский врач-гигиенист; создатель основополагающих принципов общественной гигиены и социально-гигиенического направления медицины, пионер гигиены в Российской империи.

## Биография
Родился в швейцарском Гонтеншвиле 24 ноября 1842 года. Учился в сельской школе и классической гимназии в Арау, в 1861 году поступил на медицинский факультет Цюрихского университета. Также слушал лекции в Вюрцбурге и Праге. В 1865 году сдал в Цюрихе экзамен на доктора медицины и стал ассистентом окулиста профессора Горнера. В 1867 году переехал в Гейдельберг, где продолжил медицинское образование и одновременно занимался изучением социальных наук (Эрисман был убеждённым социалистом и умер членом Социал-демократической партии Швейцарии). Тогда же женился на Надежде Сусловой (первой из женщин в Российской империи ставшей доктором медицины), разорвав помолвку с первой швейцарской женщиной-врачом Марией Гейм-Фёгтлин. 
В 1885 году, после развода с ней, он женился на Софье Яковлевне Гассе (1847—1925) — тоже враче, которая также училась в свое время на медицинском факультете Цюрихского университета; второй брак оказался исключительно счастливым, у супругов было трое детей.  
В 1868 году занимался в Берлине у окулиста А. фон Грэфе, а затем посетил Вену и Прагу для усовершенствования в медицинских науках вообще.
В 1869 году поселился в Петербурге; сдал в Петербургской медико-хирургической академии экзамены на степень доктора медицины, принял православие и стал именоваться «Фёдор Фёдорович». Сначала занимался частной практикой по глазным болезням. Одновременно исследовал глаза у учащихся средних учебных заведений и издал труд «О влиянии школы на происхождение близорукости». Работал над проблемой рациональной конструкции школьной мебели; изобрёл школьную парту. После этого занялся исследованием петербургских подвальных помещений и ночлежных квартир и, забросив частную практику, целиком отдался вопросам гигиены.
В 1872 году отправился в Цюрих и Мюнхен; в течение двух лет совершенствовал свои знания у М. Петтенкофера и К. Фойта. В это время были написаны его основные работы — «Руководство по гигиене» в 3 томах и «Общедоступная гигиена». Во время русско-турецкой войны 1877—1878 годов он руководил дезинфекционными работами в действующей русской армии. По окончании войны поселился в Москве, где по заказу Московского земства совместно с А. В. Погожевым, Е. А. Осиповым и Е. М. Дементьевым провёл исследование санитарного состояния более 1000 фабрик и заводов Московской губернии (1879—1885); результаты были изданы земством в 17 выпусках, из которых были сформированы 2 тома сводок.
С 1882 года он профессор кафедры гигиены на медицинском факультете Московского университета. В апреле 1883 года получил степень доктора медицины honoris causa в Московском университете — «во внимание к его учёным заслугам в области общественной гигиены». В 1884 году вошёл в специальный Строительный комитет под председательством Склифосовского по строительству клиник на Девичьем поле; под его редакцией было составлено описание: «Новые клиники и институты (Клинический городок) Императорского Московского университета на Девичьем поле» (М. : типо-лит. И.Н. Кушнерев и К°, 1891. — VI, 141 с., 25 л. ил.). Со своими учениками он провёл работы по обоснованию основных требований к свойству грунтов кладбищ, дал научно-обоснованное определение кладбищенского периода для климатических и почвенных условий европейской части России в 25-30 лет.
С 1891 года руководил также вновь открытой санитарной станцией для исследования пищевых продуктов. Одновременно был санитарным врачом Московского и Богородского уездов; с его именем связана организация земско-фабричной медицины и земско-санитарного надзора над промышленными заведениями в Московской губернии. В 1892 году по инициативе Эрисмана при медицинском факультете было создано «Московское гигиеническое общество». Он был деятельным членом и председателем (1894—1896) правления Пироговского общества. Был активным сотрудником Энциклопедического словаря Брокгауза и Ефрона, для которого написал ряд статей.
Им был составлен целый ряд систематических научных руководств по гигиене, выдержавших, по большей части, несколько изданий и переведённых на иностранные языки. В их числе: «Руководство к гигиене» (прил. к Сборнику сочинений по судебной медицине, судебной психиатрии…, 3 тт.), 1872—1875, «Профессиональная гигиена…» (1877), «Общедоступная гигиена» (1878), «Курс гигиены» (1887—1888), «Краткий учебник по гигиене» (1898), «Жилищная гигиена» (1871—1872). Им были написаны монографии по основным вопросам школьной гигиены: освещение классных комнат, влияние его на зрение учащихся, образцовая классная комната, классная мебель («столы Эрисмана»), распространение через школы и в школах заразных болезней, роль школьных врачей и т. д. 
В 1896 году за защиту студентов, арестованных во время студенческих волнений, был уволен из университета. Ф.Эрисман с семьей уехал в Швейцарию, в Цюрих.  В Цюрихе вступил в ряды швейцарской социал-демократической партии и с 1901 года заведовал санитарной частью городского управления.
Умер в Цюрихе 13 ноября 1915 года.

## Семья
- Первая жена (с 1868) — Надежда Прокофьевна Суслова (1843—1918) — физиолог, хирург, гинеколог, первая из русских женщин, ставшая доктором медицины. Разведена официально в 1883 году. В втором браке за профессором гистологии Александром Голубевым
- Вторая жена — Софья Яковлевна Гассе (1847—1925), врач.
  - Сын — Федор (Теодор Пауль) Эрисман[нем.] (1883—1961) стал известным психологом[5], философом, преподавал в Инсбрукском университете с 1926 по 1961 год. Его жена — Вера Евгеньевна, урожд. Степанова (1883–1955), дочь известного врача Евгения Михайловича Степанова, коллеги и друга Ф. Ф. Эрисмана. Вера Евгеньевна окончила философский факультет Цюрихского университета[6].
  - Сын — Сергей Эрисман (1888—1969), инженер-строитель, механик.
  - Дочь — Вера Эрисман (1890—1970), врач, специализировавшаяся на нервных и психических болезнях, художница[7].

## Память
- Бюст Эрисмана (1937, скульптор Шевкунов[8]) установлен в Москве перед зданием построенного им в Москве гигиенического корпуса медицинского факультета Императорского Московского университета (ныне там располагается медико-профилактический факультет ПМГМУ). Перед зданием корпуса растет посаженный им дуб, а неподалёку расположено здание учреждённой им гигиенической лаборатории, которое сейчас занято административно-хозяйственной частью ПМГМУ.
- В состав Сеченовского университета входит Институт общественного здоровья им. Ф. Ф. Эрисмана (ранее медико-профилактический или санитарно-гигиенический факультет).[9] Данный Институт в составе университета проводит подготовку выпускников по специальности «Медико-профилактическое дело», по окончании обучения вручается диплом с квалификацией (степенью) «врач по общей гигиене, по эпидемиологии».
- Федеральный научный центр гигиены имени Ф. Ф. Эрисмана
- 24 декабря 1918 года в Петрограде его именем была названа Петропавловская больница, находившаяся при Женском медицинском институте[10][11].
- В Цюрихе именем Эрисмана названы улица и построенный при его консультативной помощи рабочий квартал.
- В Москве в Пресненском районе в 2021 году в его честь названа улица вдоль Ботанического сада лекарственных растений 1-го МГМУ, в котором находится его бывший дом[12].
- В Днепропетровске на Аллее выдающихся учёных Днепропетровской медицинской академии установлен памятник Ф. Ф. Эрисману.

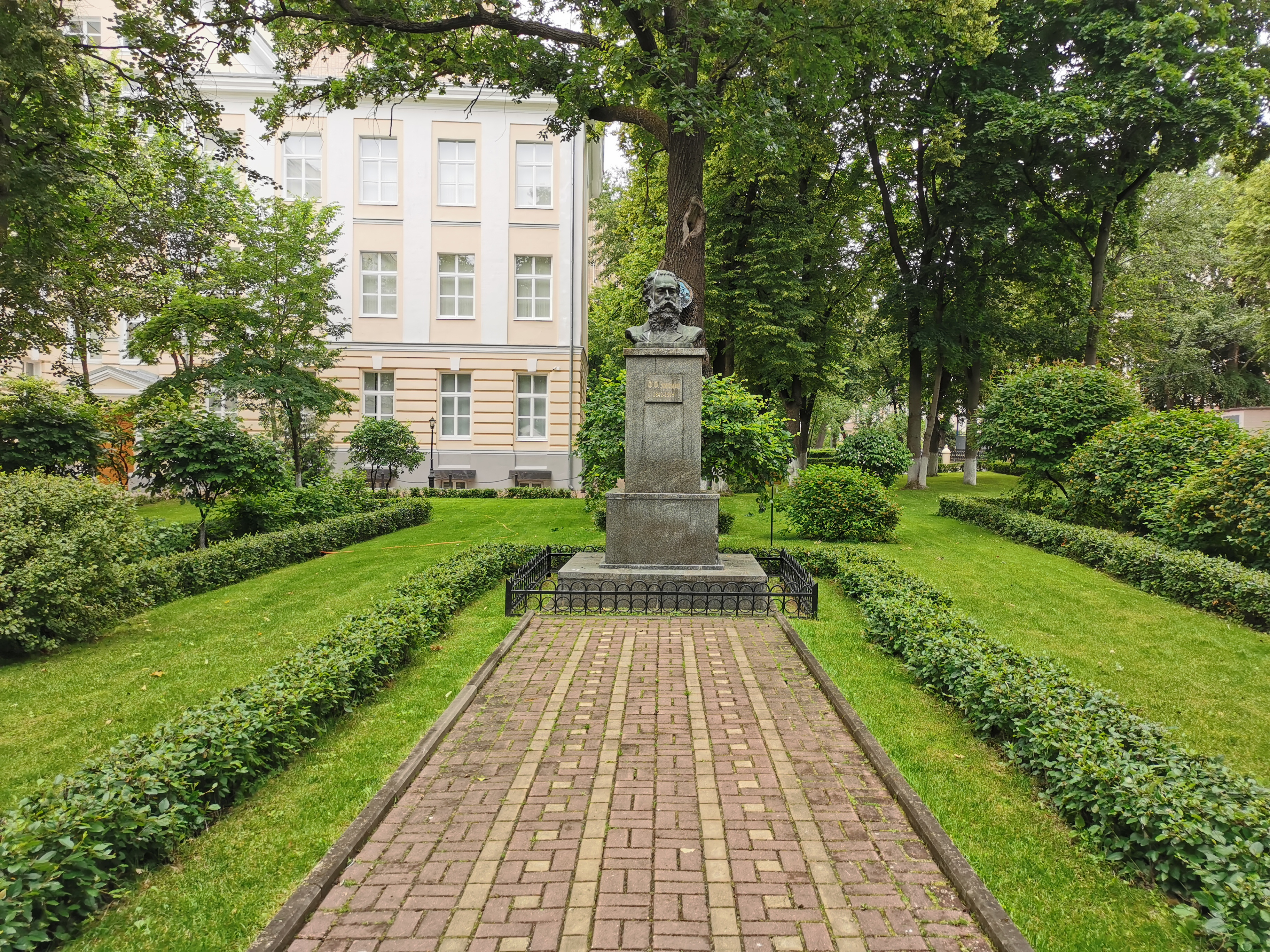
Бюст Ф.Ф.Эрисмана (скульптор Н.С.Шевкунов), Москва
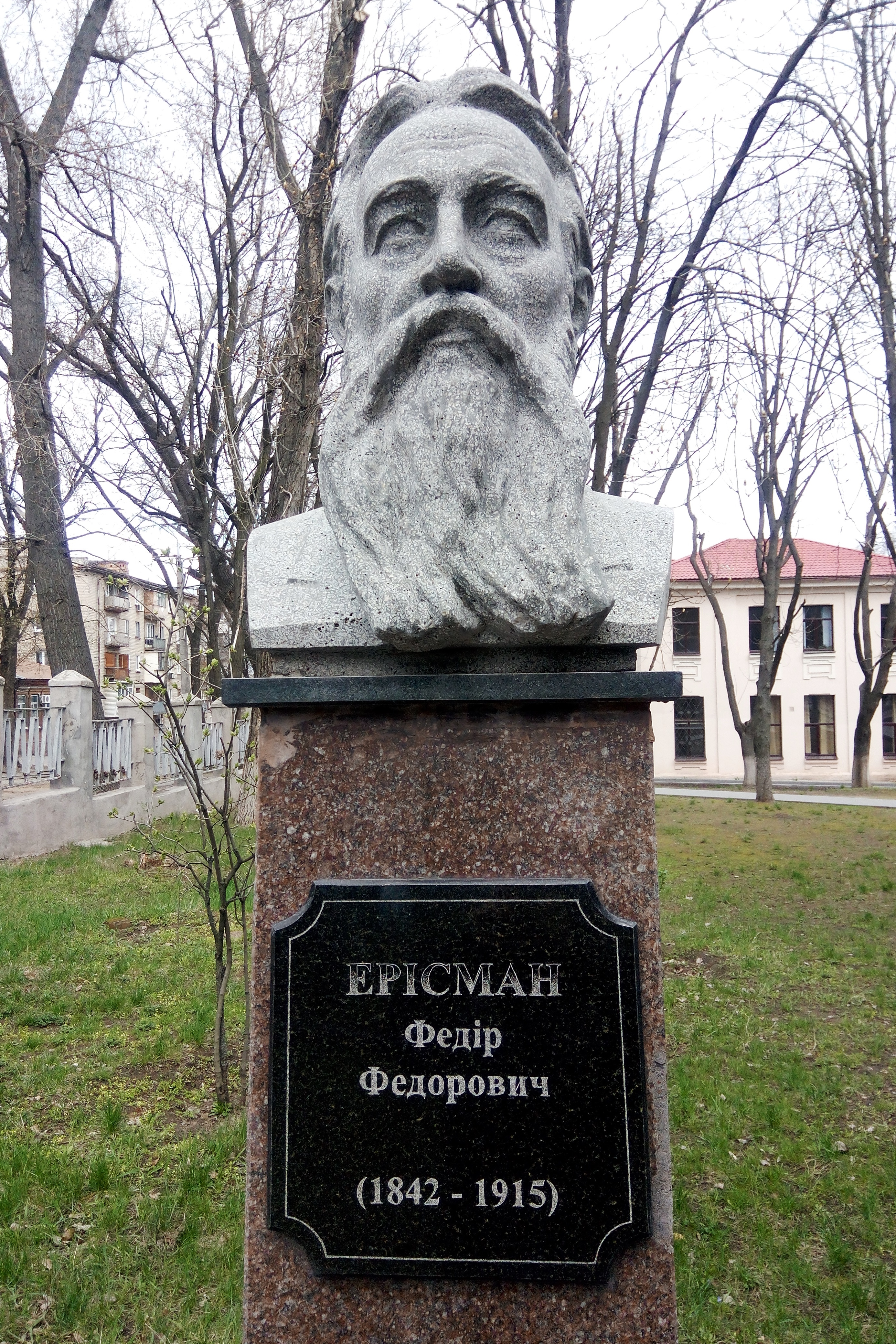
Бюст Ф. Ф. Эрисмана на Аллее учёных медицинской академии в Днепропетровске

Всего более поражало в нём то, что он из швейцарца превратился в русского, искренне полюбил Россию и отдал все лучшие годы своей жизни на служение ей.
— Автобиографические записки Ивана Михайловича Сеченова. — М., 1907